# Старков, Кирилл Олегович
Кири́лл Оле́гович Старко́в  (дат. Kirill Starkov; 31 марта 1987, Свердловск, СССР) — датско-российский хоккеист.

## Статистика
| Легенда | Легенда                    | Легенда | Легенда                   | Легенда | Легенда    |
| ------- | -------------------------- | ------- | ------------------------- | ------- | ---------- |
| И       | Количество проведённых игр | Штр     | Штрафное время            | +/−     | Плюс-минус |
| Г       | Голы                       | П       | Голевые передачи          | О       | Очки       |
| -       | Статистика неизвестна      | —       | Статистика не учитывалась |         |            |

### Клубная карьера
- a В «Плей-офф» учитывается статистика игрока в Квалификационном турнире.

## Достижения
| Год  | Команда      | Достижение                                      | Достижение |
| ---- | ------------ | ----------------------------------------------- | ---------- |
| 2005 | Фрёлунда U20 | Победитель молодёжного чемпионата Швеции        |            |
| 2006 | Фрёлунда U20 | Серебряный призёр молодёжного чемпионата Швеции |            |

| Год  | Команда  | Достижение                          | Достижение |
| ---- | -------- | ----------------------------------- | ---------- |
| 2005 | Фрёлунда | Серебряный призёр чемпионата Швеции |            |

| Год  | Команда    | Достижение                        | Достижение |
| ---- | ---------- | --------------------------------- | ---------- |
| 2012 | Сённерйюск | Бронзовый призёр чемпионата Дании |            |

| Год  | Команда | Достижение                 | Достижение |
| ---- | ------- | -------------------------- | ---------- |
| 2003 | Эсбьерг | Новичок года Элитной серии |            |